# Ralf Braun
Ralf Braun (Alemania, 24 de enero de 1973) es un nadador alemán retirado especializado en pruebas de estilo espalda larga distancia, donde consiguió ser subcampeón mundial en 1998 en los 200 metros estilo espalda.

## Carrera deportiva
En el Campeonato Mundial de Natación de 1998 celebrado en Perth (Australia), ganó la medalla de plata en los 200 metros estilo espalda, con un tiempo de 1:59.23 segundos, tras el estadounidense Lenny Krayzelburg (oro con 1:58.84 segundos) y por delante del canadiense Mark Versfeld (bronce con 1:59.39 segundos).